# Пятичленник
Пятичленник (лат. Penthorum) — род цветковых растений, выделяемый в самостоятельное семейство Пятичленниковые (Penthoraceae) порядка Камнеломкоцветные. Иногда этот род включают в семейство Камнеломковые. Он находится в близком родстве с семейством Сланоягодниковые.

## Ботаническое описание
Многолетние корневищные травянистые растения, достигающие в высоту около полуметра. Корни нитевидные. Стебли прямые, простые, прямостоячие. Листья простые, очерёдные, удлиненно-эллиптические или ланцетные, короткочерешковые или сидячие, край зубчатый, жилкование перистое, средняя жилка выдающаяся.

## Таксономия
К роду относят два вида:
- Penthorum chinense Pursh, 1814 — Пятичленник китайский — восток Азии
- Penthorum sedoides L., 1753 — Пятичленник очитковидный — восток Северной Америки